# Mitch Evans
Mitchell „Mitch” Evans (ur. 24 czerwca 1994 roku w Auckland) – nowozelandzki kierowca wyścigowy.

## Życiorys

### Początki kariery
Mitch karierę rozpoczął w roku 2003, do startów w kartingu. W sezonie 2007 zadebiutował w zimowym pucharze Nowozelandzkiej Formuły First. Kilka miesięcy później wystartował w głównym cyklu tej serii. W 2008 roku triumfował w zimowej edycji regionalnej Formuły Ford. W głównym cyklu z kolei sięgnął po tytuł wicemistrzowski.
W sezonie 2009 został drugim zawodnikiem Australijskiej Formuły Ford. Na średnim stopniu znalazł się również w serii Formuła Ford Fiesta. W latach 2009–2010 ścigał się w Australijskiej Formule 3. W pierwszym roku (w klasie Gold Star) wziął udział w jednej rundzie, podczas której dwukrotnie stanął na podium. Uzyskane punkty sklasyfikowały go na 5. miejscu. W kolejnym sezonie startował w pełnym cyklu (nie wystąpił tylko w jednej rundzie, na torze Symmons Plains Raceway). Ostatecznie brak udziału w jednej eliminacji odegrał znaczącą rolę, gdyż Evans przegrał tytuł zaledwie jednym punktem (z Brytyjczykiem Benem Barkerem). W latach 2010–2011 zwyciężał w serii Toyota Racing. W sezonie 2011 triumfował również w wyścigu o Grand Prix Nowej Zelandii.

### Seria GP3
Na sezon 2011 Mitch podpisał kontrakt z australijskim zespołem MW Arden, w którym częściowo udziałowcem jest kierowca Formuły 1 Mark Webber. Evans punktował w pierwszych pięciu z sześciu rozegranych wyścigów. Po starcie z pole position zwyciężył w sobotnich zmaganiach w Hiszpanii. Na podium stanął również w pierwszym wyścigu w Walencji, plasując się na trzeciej lokacie. Dobra postawa Nowozelandczyka wywindowała go na pozycję lidera klasyfikacji generalnej. Druga część sezonu nie układała się jednak dla Mitcha najlepiej. Jedyny punkt uzyskał po zajęciu ósmego miejsca w przedostatnim starcie na włoskiej Monzy. Kilkakrotnie Evans stracił szansę na punkty po kolizjach zawinionych, bądź też nie zawinionych przez siebie (m.in. z Brytyjczykiem Calado, na Hungaroringu oraz Monzy). Na torze Nürburgring Evans po raz drugi w karierze startował z pierwszego rzędu, jednak również tam nie ukończył wyścigu. W efekcie zmagania zakończył na 9. miejscu.

### Seria GP2
Na sezon 2013 Nowozelandczyk podpisał kontrakt z brytyjską ekipą Arden International na starty w Serii GP2. W ciągu 22 wyścigów, w których wystartował, czterokrotnie stawał na podium, ale nigdy nie zwyciężał. Z dorobkiem 56 punktów uplasował się na czternastej pozycji w klasyfikacji generalnej.
W sezonie 2014 zmienił pracodawcę na obrońcę tytułu mistrzowskiego - Russian Time. Zespół odczuł jednak stratę założyciela Igora Mazepy, który zmarł tego roku. To między innymi przyczyniło się do problemów z budżetem i formą rosyjskiego teamu. Evans mimo wszystko prezentował wysokie tempo, czego efektem były dwa zwycięstwa w sobotniej rywalizacji. Był najlepszy w głównych wyścigach w Wielkiej Brytanii i w Niemczech. Poza wymienionymi zwycięstwami, jeszcze czterokrotnie stawał na podium. Uzbierał łącznie 174 punkty, które zapewniły mu czwarte miejsce w końcowej klasyfikacji kierowców.
W roku 2015 ponownie reprezentował rosyjską ekipę. Ponownie odczuwał problemy zespołu, przez które zaliczył słaby początek sezonu (jedyne podium odnotował w sobotniej rywalizacji, na hiszpańskim torze Circuit de Catalunya, gdzie był drugi z najszybszym okrążeniem wyścigu). Po wakacyjnej przerwie zespół wyraźnie poprawił swoją dyspozycję, dzięki czemu Mitch mógł pokazać pełnię swoich możliwości. Odnotował sześć podiów w ośmiu ostatnich startach sezonu. Triumfował w sobotnich zmaganiach, na włoskim torze Monza (zdobył również dwa punkty za najszybsze okrążenie) oraz Sakhir. Słabsza forma z początku uniemożliwiła jednak zakończenie sezonu na podium. W klasyfikacji generalnej zdobył 135 punktów i do trzeciej lokaty zabrakło mu zaledwie czterech. Miał szansę je odrobić w ostatnim wyścigu, jednak został odwołany przez przedłużającą się naprawę bandy po karambolu. Warto odnotować, że przez kłopoty z początku zdobył 39 punktów mniej w stosunku do ubiegłego sezonu.
W 2016 Nowozelandczyk postanowił spróbować swych sił w hiszpańskiej ekipie Campos Racing.

### Formuła E
Od sezonu 2016/2017 jest zawodnikiem brytyjskiej ekipy Panasonic Jaguar Racing.

## Wyniki

### Podsumowanie
| Sezon   | Seria                                    | Zespół                      | Wyścigi | Zwycięstwa | pole position | NO | Podium | Punkty | Pozycja |
| ------- | ---------------------------------------- | --------------------------- | ------- | ---------- | ------------- | -- | ------ | ------ | ------- |
| 2007    | Formuła First Manfeild (edycja zimowa)   |                             | 3       | 0          | 0             | 0  | 0      | 105    | 18      |
| 2007–08 | Nowozelandzka Formuła First              | Sabre                       | 18      | 0          | 0             | 1  | 0      | 707    | 9       |
| 2008    | Formuła Ford Manfeild (edycja zimowa)    | Sabre                       | 12      | 7          | 2             | 9  | 10     | 813    | 1       |
| 2008–09 | Nowozelandzka Formuła Ford               |                             | 21      | 6          | 3             | 5  | 13     | 1111   | 2       |
| 2009    | Australijska Formuła 3 (klasa Gold Star) | Team BRM                    | 2       | 1          | 0             | 0  | 2      | 32     | 5       |
| 2009    | Australijska Formuła Ford                | Sonic Motor Racing Services | 23      | 6          | 3             | 6  | 15     | 297    | 2       |
| 2009    | Formuła Ford Fiesta VSCRC                |                             | 2       | 1          | ?             | ?  | 1      | 176    | 2       |
| 2010    | Toyota Racing Series                     | Giles Motorsport            | 15      | 3          | 6             | 5  | 10     | 915    | 1       |
| 2010    | Australijska Formuła 3                   | Team BRM                    | 17      | 8          | 4             | 4  | 16     | 219    | 2       |
| 2011    | Seria GP3                                | MW Arden                    | 16      | 1          | 2             | 0  | 2      | 29     | 9       |
| 2012    | Seria GP3                                | MW Arden                    | 16      | 3          | 4             | 3  | 6      | 151,5  | 1       |
| 2013    | Seria GP2                                | Arden International         | 22      | 0          | 0             | 0  | 4      | 56     | 14      |
| 2014    | Seria GP2                                | Russian Time                | 22      | 2          | 0             | 3  | 6      | 174    | 4       |
| 2014–15 | Mistrzostwa V8SuperTourers               | Team 4                      | 3       | 0          | 0             | 1  | 2      | 245    | 28      |
| 2015    | Seria GP2                                | Russian Time                | 22      | 2          | 0             | 3  | 7      | 135    | 5       |
| 2016    | Seria GP2                                | Campos                      | 22      | 1          | 0             | 2  | 1      | 90     | 12      |
| 2016    | European Le Mans Series                  | SMP Racing                  | 1       | 0          | 0             | 0  | 0      | 10     | 8       |

## Wyniki w GP2
| Legenda oznaczeń w tabelach wyników Wyświetl szablon na nowej stronie | Legenda oznaczeń w tabelach wyników Wyświetl szablon na nowej stronie                                                                     |
| Oznaczenie                                                            | Wyjaśnienie |
| --------------------------------------------------------------------- | --- |
| Złoty                                                                 | Zwycięzca lub mistrzostwo |
| Srebrny                                                               | 2. miejsce lub wicemistrzostwo |
| Brązowy                                                               | 3. miejsce lub II wicemistrzostwo |
| Zielony                                                               | Ukończył, punktował (w klasyfikacji generalnej, gdy zdobył co najmniej jeden punkt na przestrzeni sezonu, poza trzema powyższymi opcjami) |
| Niebieski                                                             | Ukończył, nie punktował (w klasyfikacji generalnej, gdy nie zdobył co najmniej jednego punktu na przestrzeni sezonu)                      |
| Czerwony                                                              | Nie zakwalifikował się (NZ) |
| Czerwony                                                              | Nie prekwalifikował się (NPK) |
| Różowy                                                                | Nie ukończył (NU) |
| Różowy                                                                | Niesklasyfikowany (NS) (w klasyfikacji generalnej, gdy nie został sklasyfikowany w żadnym wyścigu sezonu)                                 |
| Czarny                                                                | Zdyskwalifikowany (DK) |
| Czarny                                                                | Wykluczony (WYK/EX) |
| Biały                                                                 | Nie wystartował (NW) |
| Biały                                                                 | Kontuzjowany (K/INJ) |
| Biały                                                                 | Wyścig odwołany (OD/C) |
| Bez koloru                                                            | Został wycofany (WYC/WD) |
| Bez koloru                                                            | Nie przybył (NP/DNA) |
| Bez koloru                                                            | Nie brał udziału w treningach (NT/DNP) |
| Bez koloru                                                            | Nie został zgłoszony (–) |
| Pogrubienie                                                           | Start z pole position |
| Kursywa                                                               | Najszybsze okrążenie wyścigu |
| †                                                                     | Nie ukończył, ale jego rezultat został zaliczony ze względu na przejechanie więcej niż 90% dystansu wyścigu.                              |
| *                                                                     | Sezon w trakcie |
| 1/2/3                                                                 | Punktowana pozycja w sprincie kwalifikacyjnym                                                                                             |
| Lista systemów punktacji Formuły 1                                    | |

| Rok  | Zespół                  | Wyniki w poszczególnych eliminacjach | Wyniki w poszczególnych eliminacjach | Wyniki w poszczególnych eliminacjach | Wyniki w poszczególnych eliminacjach | Wyniki w poszczególnych eliminacjach | Wyniki w poszczególnych eliminacjach | Wyniki w poszczególnych eliminacjach | Wyniki w poszczególnych eliminacjach | Wyniki w poszczególnych eliminacjach | Wyniki w poszczególnych eliminacjach | Wyniki w poszczególnych eliminacjach | Wyniki w poszczególnych eliminacjach | Wyniki w poszczególnych eliminacjach | Wyniki w poszczególnych eliminacjach | Wyniki w poszczególnych eliminacjach | Wyniki w poszczególnych eliminacjach | Wyniki w poszczególnych eliminacjach | Wyniki w poszczególnych eliminacjach | Wyniki w poszczególnych eliminacjach | Wyniki w poszczególnych eliminacjach | Wyniki w poszczególnych eliminacjach | Wyniki w poszczególnych eliminacjach | Punkty | Pozycja |
| ---- | ----------------------- | ------------------------------------ | ------------------------------------ | ------------------------------------ | ------------------------------------ | ------------------------------------ | ------------------------------------ | ------------------------------------ | ------------------------------------ | ------------------------------------ | ------------------------------------ | ------------------------------------ | ------------------------------------ | ------------------------------------ | ------------------------------------ | ------------------------------------ | ------------------------------------ | ------------------------------------ | ------------------------------------ | ------------------------------------ | ------------------------------------ | ------------------------------------ | ------------------------------------ | ------ | ------- |
| 2013 | Arden International     | MAL                                  | MAL                                  | BHR                                  | BHR                                  | ESP                                  | ESP                                  | MON                                  | MON                                  | GBR                                  | GBR                                  | DEU                                  | DEU                                  | HUN                                  | HUN                                  | BEL                                  | BEL                                  | ITA                                  | ITA                                  | SIN                                  | SIN                                  | ARE                                  | ARE                                  | 56     | 14      |
| 2013 | Arden International     | 10                                   | 3                                    | NU                                   | 15                                   | 12                                   | 13                                   | 3                                    | 3                                    | 19                                   | 14                                   | 16                                   | 7                                    | 7                                    | 2                                    | 11                                   | 10                                   | NU                                   | 15                                   | 11                                   | 15                                   | NU                                   | 14                                   | 56     | 14      |
| 2014 | Russian Time            | BHR                                  | BHR                                  | ESP                                  | ESP                                  | MON                                  | MON                                  | AUT                                  | AUT                                  | GBR                                  | GBR                                  | DEU                                  | DEU                                  | HUN                                  | HUN                                  | BEL                                  | BEL                                  | ITA                                  | ITA                                  | RUS                                  | RUS                                  | ARE                                  | ARE                                  | 174    | 4       |
| 2014 | Russian Time            | 14                                   | 7                                    | 14                                   | 20                                   | 2                                    | 6                                    | 7                                    | 4                                    | 1                                    | 7                                    | 1                                    | 11                                   | 12                                   | 9                                    | 5                                    | 4                                    | 3                                    | 20                                   | 2                                    | 4                                    | 3                                    | 4                                    | 174    | 4       |
| 2015 | Russian Time            | BHR                                  | BHR                                  | ESP                                  | ESP                                  | MON                                  | MON                                  | AUT                                  | AUT                                  | GBR                                  | GBR                                  | HUN                                  | HUN                                  | BEL                                  | BEL                                  | ITA                                  | ITA                                  | RUS                                  | RUS                                  | BHR                                  | BHR                                  | ARE                                  |                                      | 135    | 5       |
| 2015 | Russian Time            | 6                                    | 17                                   | 2                                    | NW                                   | NU                                   | NU                                   | 10                                   | 5                                    | NU                                   | 20                                   | 17                                   | 22                                   | 5                                    | 3                                    | 3                                    | 1                                    | 11                                   | 8                                    | 3                                    | 1                                    | 3                                    |                                      | 135    | 5       |
| 2016 | Pertamina Campos Racing | ESP                                  | ESP                                  | MON                                  | MON                                  | AZE                                  | AZE                                  | AUT                                  | AUT                                  | GBR                                  | GBR                                  | HUN                                  | HUN                                  | GER                                  | GER                                  | BEL                                  | BEL                                  | ITA                                  | ITA                                  | MAL                                  | MAL                                  | ARE                                  | ARE                                  | 90     | 12      |
| 2016 | Pertamina Campos Racing | 12                                   | 14                                   | 5                                    | 4                                    | 5                                    | NU                                   | 1                                    | 8                                    | 4                                    | 13                                   | 10                                   | 5                                    | NU                                   | 10                                   | 16                                   | 13                                   | 8                                    | NU                                   | 8                                    | 6                                    | 15                                   | 8                                    | 90     | 12      |

## Wyniki w GP3
| Legenda oznaczeń w tabelach wyników Wyświetl szablon na nowej stronie | Legenda oznaczeń w tabelach wyników Wyświetl szablon na nowej stronie                                                                     |
| Oznaczenie                                                            | Wyjaśnienie |
| --------------------------------------------------------------------- | --- |
| Złoty                                                                 | Zwycięzca lub mistrzostwo |
| Srebrny                                                               | 2. miejsce lub wicemistrzostwo |
| Brązowy                                                               | 3. miejsce lub II wicemistrzostwo |
| Zielony                                                               | Ukończył, punktował (w klasyfikacji generalnej, gdy zdobył co najmniej jeden punkt na przestrzeni sezonu, poza trzema powyższymi opcjami) |
| Niebieski                                                             | Ukończył, nie punktował (w klasyfikacji generalnej, gdy nie zdobył co najmniej jednego punktu na przestrzeni sezonu)                      |
| Czerwony                                                              | Nie zakwalifikował się (NZ) |
| Czerwony                                                              | Nie prekwalifikował się (NPK) |
| Różowy                                                                | Nie ukończył (NU) |
| Różowy                                                                | Niesklasyfikowany (NS) (w klasyfikacji generalnej, gdy nie został sklasyfikowany w żadnym wyścigu sezonu)                                 |
| Czarny                                                                | Zdyskwalifikowany (DK) |
| Czarny                                                                | Wykluczony (WYK/EX) |
| Biały                                                                 | Nie wystartował (NW) |
| Biały                                                                 | Kontuzjowany (K/INJ) |
| Biały                                                                 | Wyścig odwołany (OD/C) |
| Bez koloru                                                            | Został wycofany (WYC/WD) |
| Bez koloru                                                            | Nie przybył (NP/DNA) |
| Bez koloru                                                            | Nie brał udziału w treningach (NT/DNP) |
| Bez koloru                                                            | Nie został zgłoszony (–) |
| Pogrubienie                                                           | Start z pole position |
| Kursywa                                                               | Najszybsze okrążenie wyścigu |
| †                                                                     | Nie ukończył, ale jego rezultat został zaliczony ze względu na przejechanie więcej niż 90% dystansu wyścigu.                              |
| *                                                                     | Sezon w trakcie |
| 1/2/3                                                                 | Punktowana pozycja w sprincie kwalifikacyjnym                                                                                             |
| Lista systemów punktacji Formuły 1                                    | |

| Rok  | Zespół   | Wyniki w poszczególnych eliminacjach | Wyniki w poszczególnych eliminacjach | Wyniki w poszczególnych eliminacjach | Wyniki w poszczególnych eliminacjach | Wyniki w poszczególnych eliminacjach | Wyniki w poszczególnych eliminacjach | Wyniki w poszczególnych eliminacjach | Wyniki w poszczególnych eliminacjach | Wyniki w poszczególnych eliminacjach | Wyniki w poszczególnych eliminacjach | Wyniki w poszczególnych eliminacjach | Wyniki w poszczególnych eliminacjach | Wyniki w poszczególnych eliminacjach | Wyniki w poszczególnych eliminacjach | Wyniki w poszczególnych eliminacjach | Wyniki w poszczególnych eliminacjach | Punkty | Pozycja |
| ---- | -------- | ------------------------------------ | ------------------------------------ | ------------------------------------ | ------------------------------------ | ------------------------------------ | ------------------------------------ | ------------------------------------ | ------------------------------------ | ------------------------------------ | ------------------------------------ | ------------------------------------ | ------------------------------------ | ------------------------------------ | ------------------------------------ | ------------------------------------ | ------------------------------------ | ------ | ------- |
| 2011 | MW Arden | TUR                                  | TUR                                  | ESP                                  | ESP                                  | VAL                                  | VAL                                  | GBR                                  | GBR                                  | DEU                                  | DEU                                  | HUN                                  | HUN                                  | BEL                                  | BEL                                  | ITA                                  | ITA                                  | 29     | 9       |
| 2011 | MW Arden | 6                                    | 7                                    | 1                                    | 5                                    | 3                                    | 4                                    | 9                                    | NU                                   | 19                                   | 22                                   | NU                                   | 24†                                  | 11                                   | NU                                   | 8                                    | NU                                   | 29     | 9       |
| 2012 | MW Arden | ESP                                  | ESP                                  | MON                                  | MON                                  | VAL                                  | VAL                                  | GBR                                  | GBR                                  | DEU                                  | DEU                                  | HUN                                  | HUN                                  | BEL                                  | BEL                                  | ITA                                  | ITA                                  | 151,5  | 1       |
| 2012 | MW Arden | 1                                    | 20                                   | 5                                    | 4                                    | 1                                    | 6                                    | 2                                    | 11                                   | 8                                    | 1                                    | 3                                    | 21                                   | 3                                    | 14                                   | NU                                   | 20                                   | 151,5  | 1       |